# 놀러 갈게!
놀러 갈게!(일본어: あそびにいくヨ!는 '카미노 오키나'가 저술한 소설, 또는 그 소설을 바탕으로 하는 만화, 또는 그 소설을 바탕으로 제작된 애니메이션을 가리킨다. 원작인 소설은 2003년부터 メディアファクトリ-를 통해 출판되었고, 4년 후엔 그 소설을 원작으로 하는 만화책이 같은 회사에서 발간되기 시작한다. 그리고 2010년엔 AIC PLUS+를 통해, 총12화의 TV애니메이션으로 제작된다. 그리고 그 이듬해에 1편의 OVA를 제작한다.

## 줄거리
'카카즈 키오'는 오키나와에 거주하는 극히 평범한 고등학교 1학년생이다. 그렇지맘 일족의 5번째 장로의 첫 기일 자리에서 맥주를 마시며 사람들과 어울리고 있는 고양이귀를 한 소녀를 만나게 되면서부터 그의 '평범'한 삶과는 안녕을 고할 처지에 놓인다. '에리스'라는 이름의 고양이귀 소녀는 자신이 외계인이며 지구를 조사하는 김에 잠시 놀러왔다는 어이없는 이야기를 하지만, 이는 모두 사실로 드러난다. 우주인과의 직접적인 접촉을 달가워 하지 않는 비밀 조직, 정부, 광신자 집단 등이 에리스의 포획 및 살해를 노리면서 이야기는 점점 미궁 속으로 빠지게 되는데...

## 등장인물
※설명은 애니 속 내용 및 인터넷에 돌아다니는 정보들을 모아 서술됨..
카카즈 키오(嘉和 騎央)
성우 - 타무라 무츠미
본 작품의 주인공. 소심한 성격의 고등학교 1학년생. 영상부에 소속되어 있으며 약간 오타쿠같은 느낌도 있지만, 기본적으론 그저 매우 평범한 소년이다. 에리스와의 만남으로 인해, 얼떨결에 캐티아와의 외교 일까지 떠맡게 되었다. 여차할 때에는 의외로 의지가 되는 타입. 그리고 연애에 둔감함.
에리스(エリス)
성우 - 이토 카나에
본 작품의 첫 번째 여주인공. 지구에 "놀러 왔다"라고 주장하는 고양이 귀의 외계인 소녀. 지구로 끊임없이 메시지를 보냈지만 답장이 없는 이유를 조사하기 위해 모선에서 지구로 파견되었다. 얼떨결에 키오네 집에 눌러앉게 된 후 캐티아가 지구와 교류하기로 결정함으로써 현지주재원으로 정식 체재하게 되었다. 몸매는 물론 성격도 좋지만 외계인인만큼 세상 물정에는 좀 어두운 편이다. 키오를 좋아한다.
킨죠 마나미(金武城 真奈美)
성우 - 토마츠 하루카
본 작품의 두 번째 여주인공. 키오의 이웃에 살고 있는, 총 매니아인 소꿉친구 소녀. 성격도 좋고, 얼굴과 미모도 좋아서 학교에선 아이돌과 같은 존재이지만, 실은 CIA에 소속되어 있는 아버지를 도와 여러 가지 임무에 참여했을 정도의 실력자로, 자신도 정식 에이전트가 되기를 꿈꾸고 있다. 키오네가 임시 캐티아 대사관이 되면서 그녀는 치외법권의 법으로 보호를 받게 되고, 대사관의 SP 임무 수행을 위해 키오네 집에 머물게 된다. 키오를 짝사랑하는 아오이를, 키오와 이어주려고 한다.
그녀도 키오에게 옛날부터 호감을 품고 있었지만 키오의 오해로, 잘 될 수 있는 타이밍을 잃어버린 채 그냥 친구처럼 지냈다. 그러나 버츄얼 룸에서 가상의 키오에게서 자신에 대한 솔직한 이야기를 듣고 나선, 흔들리기 시작한다.
후타바 아오이(双葉 アオイ)
성우 - 하나자와 카나
본 작품의 세 번째 여주인공. 키오의 클래스메이트. 말수는 적은 편이지만 가냘프고 행동가짐이 단정한 안경 미소녀. 영화를 마니아급으로 좋아하며 이를 계기로 키오와도 사이가 좋아졌다. 그러나 실은 그녀는 '악운 모미지'라 불리는, 입국관리국 특별실에 소속된 에이전트로, 수많은 전장을 헤쳐 온 특수능력자이다. 그녀는 과거에 자신이 가진 특수한 능력으로 인해 가족에게도 버려지고 뒷세계에서 길러졌다고 한다. 그녀 역시 키오네가 임시 캐티아 대사관이 되면서 그녀는 치외법권의 법으로 보호를 받게 되고, 대사관의 SP 임무 수행을 위해 키오네 집에 머물게 된다:키오를 좋아하나, 자신과 키오가 서로 다른 삶을 살아왔기 때문에 친해질 수 없다고 생각해, 조금 더 가까이 다가가지 않으려고 한다.
이토카즈 마키(糸嘉州 マキ)
성우 - 히라타 히로미
키오네 반의 담임이자 영상부의 고문을 맡고 있는 교사. 미인이나 좀 딱딱한 분위기라서 반 얘들과도 잘 어울리지 못 하고 있다. 실은 'Beautiful contact'라고 외계생명체와의 이상적인 first contact를 꿈꾸는 사상을 가진 테러리스트 조직의 일원이다. 그래서 에리스와 처음 만났을 때, 자신이 가진 이상에 부합하다고 생각하였고, 캐티아성인과의 first contact를 원치 않아 했다. 에리스가 납치 당한 사건이 있은 후에도 그녀는 아직도 캐티아성인이 자신의 이상에 부합하지 않다고 여기고 있다.
미야기 유이치(宮城 雄一)
성우 - 타치키 후미히코
키오의 친척 뻘 되는 아저씨. 시원시원한 성격을 지니고 있다. 알로하 셔츠에 선글라스를 끼고 다니는 등 수상한 옷차림을 하고 있으며, 직업이 정확히 무엇인지도 알 수 없다. 그러나 키오 일행이 위험에 처하면, 여러 가지로 도움을 준다.
쿠우네(ク-ネ)
성우 - 이노우에 키쿠코
케티아쉽(모선)의 함장을 맡고 있는, 기품이 넘치는 침착한 분위기의 여성. 외견은 20대 정도로 보이나, 보기와는 달리 훨씬 나이가 많으며, 풍부한 인생 경험과 경력을 살려 부하들을 이끌고 있다. 부하들의 신뢰도 두터운 편...
메르윈(メルウィン)
성우 - 토요사키 아키
캐티아쉽의 부함장. 매우 성실한 성격이며 초등학생같은 작은 몸집을 가짐. 자유분방한 쿠우네 함장을 비롯해 다른 멤버들에게 휘둘리기 일쑤라서, 저도 모르게 한숨을 쉴 때가 많다.
챠이카(チャイカ)
성우 - 코토부키 미나코
에리스의 상사로, 활달하고 기운이 넘치는 분위기메이커. 장난끼가 많고 좀 방정맞은 듯한 성격으로 보이나 뛰어난 분석 능력을 갖고 있다. 초등학생 정도로 보이는 외모와 몸집이지만 실은 쿠우네랑 동갑.
듀렐(デュレル)
성우 - 신도 나오미
캐티아쉽의 의사. 똑똑하고 어른스러운 분위기의 소유자이지만 장난끼는 꽤 있는 편. 지구에서 얻은 흰색 가운을 걸치고 다니며, 애연가로 담배를 물고 있을 때가 많다.
안토니아(アントニア)
성우 - 노미즈 이오리
본명은 '안토니아 리리모니 노펜데라스 파파노가스 아레크로테레스 크노시스 모르페노스'. '고양이 귀 교단 새끼고양이 발바닥'이라는 고양이를 광적으로 좋아하는 광신도 집단을 만든 소녀. 정말로 엄청난 재벌가의 후계자로, 자신만의 무장 메이드 부대를 가지고 있다. 에리스를 자신들의 집단을 위해 나타난 신으로 여기고, 그녀를 납치하여 신으로 숭배하려고 했었다. 그래서 납치를 했었지만 이후 에리스가 안토니아의 진심과 사정을 알게 된 후, 에리스가 그녀를 친구처럼 대해 주게 되면서, 그녀도 에리스와 친하게 지내게 되고, 그녀를 위해 물질적인 지원을 아끼지 않는다.
사라(サラ)
성우 - 와타나베 아케노
안토니아의 메이드. 곱상한 미모이지만 오른쪽 눈에 안대를 하고 있으며, 전투 능력도 상당한 것으로 보면, 일반적인 메이드가 아님을 보여준다. 냉정해 보이는 외모와 달리, 귀여운 것을 좋아하는 이면을 가지고 있다.
마야(摩耶)
성우 - 이시즈카 사오리
안토니아의 메이드. 역시 곱상한 외모이지만 왼쪽 뺨에 흉터가 있다. 사라랑 마찬가지로 전투 능력이 뛰어남.
이치카(いちか)
성우 - 타카가키 아야히
영상부가 바다로 합숙을 갔을 때, 키오 일행 앞에 나타난 의문의 소녀. 어린 모습과 달리, 상당히 나이를 먹은 듯. 부적같이 생긴 장치를 만들 줄 알고, 어시스트 로이드 조각품을 만드는 등 정체가 무엇인지는 의문... 그러다 나중에서야 '고양이 선인'임이 밝혀짐.
잭(Jack)
성우 - 몬텐 유키코
CIA 소속의 미녀 에이전트. 본명은 '제니스 알렉토스 카로티나스 카리나토'로 그리스 해적의 피가 섞인 미국인이다. 마나미의 아버지와 아는 사이로, 마나미가 동경하고 있는 대상 겸 상사같은 존재. 마나미를 위해 여러 정보를 알려주기도 한다.
젠스(ジェンス)
성우 - 호리에 유이
캐티아 성인과 적대 관계인 '도기슈아' 성인 출신의 군인. 일본과 밀교를 맺고 있기 때문에, 캐티아와 지구가 수교를 하지 못 하게 여러 가지로 분투중. 군인답게 강직하고 곧은 성격을 지녔으나, 융통성이 부족함.
루로스(ルロス)
성우 - 노미즈 이오리
에리스가 타고 온 우주선의 항해시스템.
나레이션
성우 - 타카가키 아야히
애니 중간중간 설명을 해 주는 역할.

## 주제가
오프닝 테마 <Now Loading…SKY!!>(*2화에선 엔딩테마로 쓰임.)
작사 - 畑亜貴/작곡ㆍ편곡 - 虹音
노래 - Sphere
엔딩 테마
1. '마음의 창가에서(心の窓辺にて)'
작사ㆍ작곡 - rino/편곡 - 虹音
노래 - 하나자와 카나
사용된 화수 - 1, 5, 8화
2. '추억이 방해를 해(想い出がジャマをする)'
작사 - rino/작곡 - 中村 ユウ/편곡 - 岩田 雅之
노래 - 토마츠 하루카
사용된 화수 - 3, 6, 10화
3. 'Happy Sunshine'
작사ㆍ작곡 - rino/편곡 - 中西 亮輔
노래 - 이토 카나에
사용된 화수 - 4, 7, 11화
4. '내는 외로운 Spaceman(おいらは淋しいスペ-スマン)'
작사 - 野田 昌宏/작곡 - 大野 雄二/편곡 - 菊谷 知樹
노래 - 치하라 미노리
사용된 화수 - 9화(*9화에서 삽입곡으로도 쓰임.)
5. 'Smile☆Peace(スマイル☆ピース)'
작사ㆍ작곡- rino/편곡 - 戸田 章世
노래 - 이토 카나에, 토마츠 하루카, 하나자와 카나
사용된 화수 - 12화, OVA판